# Wilhelm Speidel
Wilhelm Speidel (Ulm, 3 september 1826  - Stuttgart, 13 oktober 1899) was een Duitse pianist, componist en medeoprichter van de Stuttgarter Musikschule. In Nederland is hij vooral bekend als oorspronkelijk componist van de melodielijn van het clublied van Feyenoord.
Als zoon van een muziekleraar ontdekte hij al vroeg zijn talenten voor het pianospel. Na het afronden van het gymnasium in Ulm ging hij in München bij Ignaz Lachner in de leer. Na een korte periode als privé muziekleraar in de Elzas keerde hij naar München terug en werkte daar als muziekleraar en pianist. Door zijn tournee  met zijn interpretatie van het werk van Ludwig van Beethoven in Duitsland verwierf hij faam.